# Учитель Лев Михайлович
Лев Михайлович Учитель (нар. 31 травня[джерело не вказане 1404 дні] 1941) — український науковець, кандидат технічних наук, лауреат Державної премії України в галузі науки і техніки (1990).

## Біографія
Учитель Лев Михайлович народився 31 травня[джерело не вказане 1404 дні] 1941 року у місті Красний Сулин Ростовської області[джерело не вказане 1404 дні]. Пройшов шлях від помічника сталевара до керівника сталеплавильного виробництва на Західно-Сибірському металургійному комбінаті.
У 1988 році був обраний керівником конвертерного цеху на Дніпровському металургійному комбінаті імені Ф. Е. Дзержинського.
Автор 67 винаходів в галузі важкої металургії.

## Нагороди
- Державна премія УРСР в галузі науки і техніки[6]
- Медаль ВДНГ СРСР.[джерело не вказане 1404 дні]
- Орден «Знак Пошани»[джерело не вказане 1404 дні]